# Megachile wilmattae
Megachile wilmattae är en biart som beskrevs av Cockerell 1924. Megachile wilmattae ingår i släktet tapetserarbin, och familjen buksamlarbin. Inga underarter finns listade i Catalogue of Life.